# Sachsenkam
Sachsenkam là một đô thị ở huyện Bad Tölz-Wolfratshausen bang Bayern nước Đức. Đô thị Sachsenkam có diện tích 15,93 km², dân số thời điểm ngày 31 tháng 12 năm 2006 là 1247 người.